# Niaz Mohammad Stadium
Le Niaz Mohammad Stadium (en bengali : নিয়াজ মোহাম্মদ স্টেডিয়াম), autrefois connu comme le Brahmanbaria District Stadium (en bengali : ব্রাহ্মণবাড়িয়া জেলা স্টেডিয়াম), est un stade de cricket et de football situé dans la ville de Brahmanbaria, au Bangladesh.

## Histoire
Construit en 1934 (ce qui en fait le plus ancien stade du pays), il peut recevoir 15 000 spectateurs.